# Râul Șercăița
Râul Șercăița este un afluent al râului Șercaia. Cursul superior al râului este cunoscut și sub numele de Râul Valea Mare. 

## Hărți
- Harta județul Brașov
- Harta munții Perșani  Arhivat în 13 iunie 2008, la Wayback Machine.